# Vetulònia
Vetulònia (en etrusc Vetluna) és un nucli del municipi italià de Castiglione della Pescaia al sud de la Toscana. El poble actual es troba a un pujol a 300 m snmm a uns 20 km al nord-oest de Grosseto. El 2001 tenia uns 270 habitants.

## Història

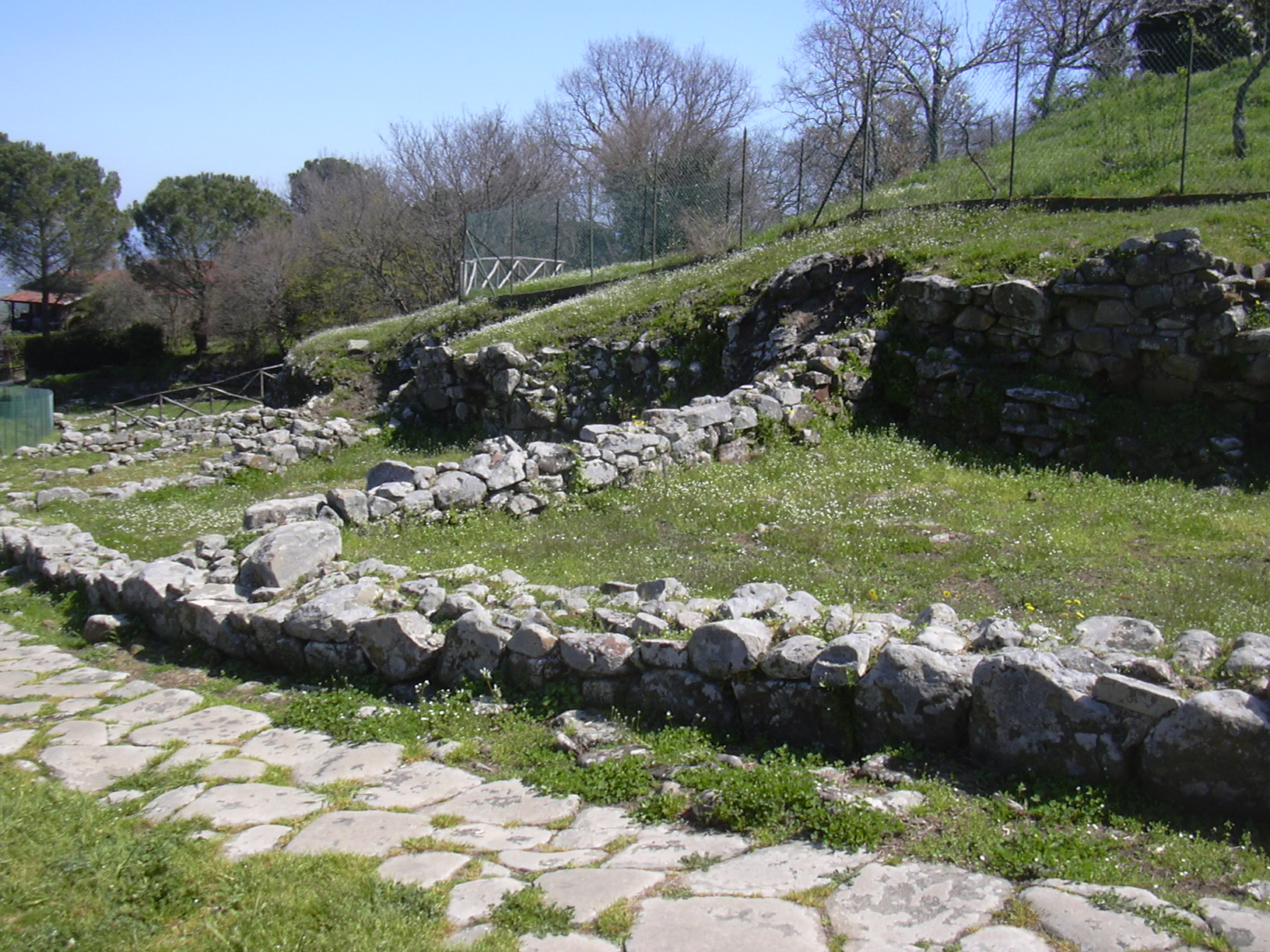
Cases etrusques excavades a Vetulònia

Vetulonia o Vetulonium (llatí) (en grec antic Οὐετουλώνιον) va ser una de les dotze ciutats principals ciutats d'Etrúria. Ja era destruïda o abandonada al segle vi aC.
Segons Dionís d'Halicarnàs la ciutat s'havia aliat amb els llatins al segle vii aC contra Roma. Sili Itàlic descriu la conquesta romana, i diu que els conqueridors apreciaven la zona estratègica de la costa. Diu també que era la primera ciutat etrusca que va adoptar les insígnies característiques del poder: els lictors, el feix, la cadires curuls, la toga pretexta i les trompetes, que després van adoptar els romans. Plini el Vell i Claudi Ptolemeu també esmenten la vila. Diuen que no era lluny de la costa i que tenia unes aigües termals a la rodalia (Aquae Vetuloniae).
A l'antiguitat clàssica una gran part del municipi actual era un mar salat, el Lacus Prelius, on els etruscs hi van construir un port important, conegut pel comerç d'ambre i de l'orfebreria. Per la llacuna la ciutat era connectada al mar i amb una segona ciutat etrusca important, Rusel·les, l'actual Roselle. Ja al temps romans la importància de Vetulònia va minvar. No s'han trobat proves que els romans ocupessin aquell el lloc. A l'Antiguitat tardana la llacuna va empantanar-se perquè no es va cuidar la xarxa de canals etrusca, cosa que va tancar les rutes comercials. Durant segles, la malària va fer que el Maremma fos inhabitable. Sobre la ciutat de Vetulònia a l'edat mitjana no hi ha gaire informació. El lloc tenia el nom de Colonna di Buriano i va ser la poma de discòrdia entre l'abadia de San Bartolomeo di Sestinga i el senyor Lambardi di Buriano. El passat etrusc es va oblidar. L'any 1323 depenia de la ciutat de Massa Marittima, el 1335 de Siena i des d'aleshores va seguir la història d'aquesta ciutat: l'any 1555 va ser conquerida per Florència, el 1569 es va incorporar al Gran Ducat de Toscana, el 1737 era en mans de la Dinastia dels Habsburg i el 1860 estava sota domini italià.
L'arqueòleg diletant Isidoro Falchi va descobrir al segle xix les restes d'un assentament etrusc i va identificar-les com la Vetulònia desapareguda. Al principi aquesta identificació va ser controvertida, però finalment van confirmar-se i un decret del 1887 va tornar el seu nom etrusc italianitzat al municipi de Colonna di Buriano. Les excavacions van ser ben documentades, però l'accés al lloc era difícil, ja que s'havia de passar per uns camins de pagès poc practicables.

## Economia
L'economia es principalment agrícola, amb una preponderància de la cultura d'olives i la viticultura. Fins als anys 1980 també hi havia ramaderia que va minvar quan molts habitants van emigrar cap a les ciutats industrials dels voltants.